# Raïon de Kargopol
Le raïon de Kargopol (en russe : Каргопо́льский райо́н, Kargopolski raïon) est un une subdivision administrative de l'oblast d'Arkhangelsk en Russie. Composé de nombreux villages, sa population s'élevait à 16 227 habitants en 2021. Son centre administratif est la ville historique de Kargopol, fondé il y a au moins cinq cent ans.
Bien qu'ayant une faible économie, le patrimoine du raïon tout comme le reste de la région est important, aux travers de ses nombreuses églises et monastères, dont dans la ville de Kargopol mais aussi dans les localités de Pogost ou encore de Chelokhovskaïa.

## Géographie
Le raïon est situé au sud-ouest de l'oblast. Au sud se trouve le raïon de Kirillov dans l'oblast de Vologda.

## Population
La population du raïon connaît un déclin rapide depuis la dislocation de l'Union soviétique.
Recensements et estimations de la population,
| 1959*  | 1970*  | 1979*  | 1989*  | 2002*  | 2010*  | 2012   | 2013   |
| ------ | ------ | ------ | ------ | ------ | ------ | ------ | ------ |
| 26 386 | 26 932 | 23 444 | 24 589 | 21 514 | 18 398 | 18 202 | 18 011 |

| 2014   | 2015   | 2016   | 2017   | 2018   | 2019   | 2020   | 2021*  |
| ------ | ------ | ------ | ------ | ------ | ------ | ------ | ------ |
| 17 840 | 17 610 | 17 417 | 17 143 | 17 023 | 16 853 | 16 637 | 16 498 |

| 2022   | - | - | - | - | - | - | - |
| ------ | - | - | - | - | - | - | - |
| 16 227 | - | - | - | - | - | - | - |

## Municipalités
Le 1er juin 2020, le raïon municipal de Kargopol a été transformé en okroug municipal de Kargopol et les municipalités urbaines et rurales ont été supprimées.
| Municipalités jusqu'à leur suppression en 2020 | Municipalités jusqu'à leur suppression en 2020 | Municipalités jusqu'à leur suppression en 2020 | Municipalités jusqu'à leur suppression en 2020 | Municipalités jusqu'à leur suppression en 2020 | Municipalités jusqu'à leur suppression en 2020 |
| Non.                                           | Municipalité                                   | Centre administratif                           | Nombre de localités                            | Population (2020)                              | Superficie (km²)                               |
| ---------------------------------------------- | ---------------------------------------------- | ---------------------------------------------- | ---------------------------------------------- | ---------------------------------------------- | ---------------------------------------------- |
| établissement urbain                           |                                                |                                                |                                                |                                                |                                                |
| 1                                              | Kargopolskoïe                                  | ville de Kargopol                              | 2                                              | 9957                                           | 38,73                                          |
| Établissements ruraux                          |                                                |                                                |                                                |                                                |                                                |
| 2                                              | Ochevenskoïe                                   | Village de Chiriaïkha                          | 13                                             | 470                                            | 703.80                                         |
| 3                                              | Pavlovskoïe                                    | Village de Prigorodny                          | 49                                             | 1827                                           | 3616.20                                        |
| 4                                              | Petchnikovskoïe                                | village de Vatamanovskaïa                      | 24                                             | 869                                            | 1916.00                                        |
| 5                                              | Prioziornoïe                                   | Village de Chelokhovskaïa                      | 52                                             | 1556                                           | 699,50                                         |
| 6                                              | Oukhotskoïe                                    | Village de Pessok                              | 104                                            | 1958                                           | 3153.00                                        |

## Localités
La population des localités rurales est donnée selon les estimations de 2012, des localités urbaines (villes et communes urbaines) selon le recensement de 2021,. Il y a 244 localités dans le raïon.
| Liste des localités | Liste des localités     | Liste des localités   | Liste des localités | Liste des localités | Liste des localités          |
| N°                  | Localité                | Nom russe             | Statut              | Population          | Municipalité (jusqu'en 2020) |
| ------------------- | ----------------------- | --------------------- | ------------------- | ------------------- | ---------------------------- |
| 1                   | Abakoumovo              | Абакумово             | hameau              | 95                  | Pavlovskoïe                  |
| 2                   | Agafonovskaïa           | Агафоновская          | hameau              | 4                   | Ochevenskoïe                 |
| 3                   | Akoulovskaïa            | Акуловская            | hameau              | 0                   | Prioziornoïe                 |
| 4                   | Aleksinskaïa            | Алексинская           | hameau              | 0                   | Oukhotskoïe                  |
| 5                   | Ananinskaïa             | Ананьинская           | hameau              | 0                   | Prioziornoïe                 |
| 6                   | Andreïevskaïa           | Андреевская           | hameau              | 0                   | Prioziornoïe                 |
| 7                   | Andronovskaïa           | Андроновская          | hameau              | 26                  | Pavlovskoïe                  |
| 8                   | Antonovskaïa            | Антоновская           | hameau              | 1                   | Petchinkovskoïe              |
| 9                   | Anoukovskaïa            | Ануковская            | hameau              | 0                   | Prioziornoïe                 |
| 10                  | Anfalovskaïa            | Анфаловская           | hameau              | 35                  | Petchnikovskoïe              |
| 11                  | Anfimova                | Анфимова              | hameau              | 2                   | Oukhotskoïe                  |
| 12                  | Astafievo               | Астафьево             | hameau              | 0                   | Oukhotskoïe                  |
| 13                  | Afanossovskaïa          | Афаносовская          | hameau              | 2                   | Prioziornoïe                 |
| 14                  | Baranovskaïa            | Барановская           | hameau              | 0                   | Prioziornoïe                 |
| 15                  | Baranovskaïa            | Барановская           | hameau              | 7                   | Oukhotskoïe                  |
| 16                  | Belaïa                  | Белая                 | hameau              | 23                  | Pavlovskoïe                  |
| 17                  | Bolchaïa Kondratovskaïa | Большая Кондратовская | hameau              | 18                  | Pavlovskoïe                  |
| 18                  | Bolchaïa Seredka        | Большая Середка       | hameau              | 0                   | Pavlovskoïe                  |
| 19                  | Bolchoï Khalouï         | Большой Халуй         | hameau              | 13                  | Ochevenskoïe                 |
| 20                  | Bor                     | Бор                   | hameau              | 0                   | Ochevenskoïe                 |
| 21                  | Bronevo                 | Бронево               | hameau              | 133                 | Prioziornoïe                 |
| 22                  | Bronikovskaïa           | Брониковская          | hameau              | 15                  | Prioziornoïe                 |
| 23                  | Brytchn                 | Брычнь                | hameau              | 0                   | Prioziornoïe                 |
| 24                  | Bykovo                  | Быково                | hameau              | 0                   | Pavlovskoïe                  |
| 25                  | Bykovskaïa              | Быковская             | hameau              | 3                   | Prioziornoïe                 |
| 26                  | Vassilievo              | Василево              | hameau              | 0                   | Oukhotskoïe                  |
| 27                  | Vassilievo              | Васильево             | hameau              | 0                   | Oukhotskoïe                  |
| 28                  | Vassilievskaïa          | Васильевская          | hameau              | 8                   | Prioziornoïe                 |
| 29                  | Vaskovskaïa             | Васьковская           | hameau              | 8                   | Pavlovskoïe                  |
| 30                  | Vatamanovskaïa          | Ватамановская         | hameau              | 466                 | Petchnikovskoïe              |
| 31                  | Volossovskaïa           | Волосовская           | hameau              | 1                   | Oukhotskoïe                  |
| 32                  | Volochka                | Волошка               | hameau              | 0                   | Pavlovskoïe                  |
| 33                  | Vorobiovskaïa           | Воробьёвская          | hameau              | 37                  | Ochevenskoïe                 |
| 34                  | Vorotnikovskaïa         | Воротниковская        | hameau              | 4                   | Petchnikovskoïe              |
| 35                  | Gavrilovskaïa           | Гавриловская          | hameau              | 66                  | Petchnikovskoïe              |
| 36                  | Gar                     | Гарь                  | hameau              | 15                  | Ochevenskoïe                 |
| 37                  | Gorka                   | Горка                 | hameau              | 0                   | Oukhotskoïe                  |
| 38                  | Gorka                   | Горка                 | hameau              | 1                   | Oukhotskoïe                  |
| 39                  | Grigorievo              | Григорьево            | hameau              | 113                 | Oukhotskoïe                  |
| 40                  | Grikhnevskaïa           | Грихневская           | hameau              | 1                   | Oukhotskoïe                  |
| 41                  | Goujovo                 | Гужово                | hameau              | 0                   | Petchnikovskoïe              |
| 42                  | Davydovo                | Давыдово              | hameau              | 0                   | Oukhotskoïe                  |
| 43                  | Davydovo                | Давыдово              | hameau              | 5                   | Oukhotskoïe                  |
| 44                  | Davydovskaïa            | Давыдовская           | hameau              | 0                   | Oukhotskoïe                  |
| 45                  | Danilovo                | Данилово              | hameau              | 33                  | Oukhotskoïe                  |
| 46                  | Demidovskaïa            | Демидовская           | hameau              | 7                   | Pavlovskoïe                  |
| 47                  | Dergounovo              | Дергуново             | hameau              | 8                   | Oukhotskoïe                  |
| 48                  | Doubrovo                | Дуброво               | hameau              | 86                  | Oukhotskoïe                  |
| 49                  | Doudkinskaïa            | Дудкинская            | hameau              | 22                  | Petchnikovskoïe              |
| 50                  | Doumino                 | Думино                | hameau              | 0                   | Petchnikovskoïe              |
| 51                  | Ievdokimovskaïa         | Евдокимовская         | hameau              | 6                   | Prioziornoïe                 |
| 52                  | Ielizarovo              | Елизарово             | hameau              | 40                  | Oukhotskoïe                  |
| 53                  | Ieremeïevskaïa          | Еремеевская           | hameau              | 2                   | Pavlovskoïe                  |
| 54                  | Ieremino                | Еремино               | hameau              | 15                  | Oukhotskoïe                  |
| 55                  | Ierzaoulovskaïa         | Ерзауловская          | hameau              | 0                   | Prioziornoïe                 |
| 56                  | Ierchikha               | Ершиха                | hameau              | 0                   | Pavlovskoïe                  |
| 57                  | Ieskinskaïa             | Ескинская             | hameau              | 1                   | Prioziornoïe                 |
| 58                  | Ifremovo                | Ефремово              | hameau              | 51                  | Oukhotskoïe                  |
| 59                  | Jeleznikovskaïa         | Железниковская        | hameau              | 0                   | Oukhotskoïe                  |
| 60                  | Jerebtchevskaïa         | Жеребчевская          | hameau              | 0                   | Oukhotskoïe                  |
| 61                  | Joukovskaïa             | Жуковская             | hameau              | 65                  | Pavlovskoïe                  |
| 62                  | Zagorié                 | Загорье               | hameau              | 1                   | Oukhotskoïe                  |
| 63                  | Zajiguino               | Зажигино              | hameau              | 6                   | Kargopolskoïe                |
| 64                  | Zalessié                | Залесье               | hameau              | 0                   | Pavlovskoïe                  |
| 65                  | Zaliajié                | Заляжье               | hameau              | 3                   | Pavlovskoïe                  |
| 66                  | Zaparino                | Запарино              | hameau              | 5                   | Oukhotskoïe                  |
| 67                  | Zapolié                 | Заполье               | hameau              | 1                   | Oukhotskoïe                  |
| 68                  | Zapolié                 | Заполье               | hameau              | 19                  | Oukhotskoïe                  |
| 69                  | Zeliony Bor             | Зелёный Бор           | possiolok           | 153                 | Pavlovskoïe                  |
| 70                  | Zobovo                  | Зобово                | hameau              | 0                   | Oukhotskoïe                  |
| 71                  | Zykovo                  | Зыково                | hameau              | 0                   | Oukhotskoïe                  |
| 72                  | Ivkino                  | Ивкино                | hameau              | 0                   | Prioziornoïe                 |
| 73                  | Ivchinskaïa             | Ившинская             | hameau              | 1                   | Petchnikovskoïe              |
| 74                  | Ignachevskaïa           | Игнашевская           | hameau              | 0                   | Pavlovskoïe                  |
| 75                  | Ilekinskaïa             | Илекинская            | hameau              | 9                   | Petchnikovskoïe              |
| 76                  | Ilino                   | Ильино                | hameau              | 306                 | Oukhotskoïe                  |
| 77                  | Issakovo                | Исаково               | hameau              | 1                   | Oukhotskoïe                  |
| 78                  | Ichoukovo               | Ишуково               | hameau              | 109                 | Oukhotskoïe                  |
| 79                  | Kazakovo                | Казаково              | hameau              | 394                 | Pavlovskoïe                  |
| 80                  | Kazarinovskaïa          | Казариновская         | hameau              | 6                   | Petchnikovskoïe              |
| 81                  | Kaysarovskaïa           | Кайсаровская          | hameau              | 8                   | Petchnikovskoïe              |
| 82                  | Kalitinka               | Калитинка             | hameau              | 81                  | Pavlovskoïe                  |
| 83                  | Kapovo                  | Капово                | hameau              | 0                   | Oukhotskoïe                  |
| 84                  | Kargopol                | Каргополь             | ville               | 8849                | Kargopolskoïe                |
| 85                  | Kekinskaïa              | Кекинская             | hameau              | 18                  | Oukhotskoïe                  |
| 86                  | Kiniakovo               | Киняково              | hameau              | 0                   | Oukhotskoïe                  |
| 87                  | Kiprovo                 | Кипрово               | hameau              | 192                 | Pavlovskoïe                  |
| 88                  | Kirillovo               | Кириллово             | hameau              | 1                   | Pavlovskoïe                  |
| 89                  | Kisselevskaïa           | Киселевская           | hameau              | 11                  | Petchnikovskoïe              |
| 90                  | Klimovskaïa             | Климовская            | hameau              | 8                   | Prioziornoïe                 |
| 91                  | Kovejskoïe              | Ковежское             | hameau              | 38                  | Oukhotskoïe                  |
| 92                  | Kojevnikova             | Кожевникова           | hameau              | 0                   | Prioziornoïe                 |
| 93                  | Koltsovo                | Кольцово              | hameau              | 7                   | Oukhotskoïe                  |
| 94                  | Kononovo                | Кононово              | hameau              | 9                   | Oukhotskoïe                  |
| 95                  | Kononovskaïa            | Кононовская           | hameau              | 1                   | Oukhotskoïe                  |
| 96                  | Kraskovo                | Красково              | hameau              | 1                   | Oukhotskoïe                  |
| 97                  | Krasnikovskaïa          | Красниковская         | hameau              | 78                  | Petchnikovskoïe              |
| 98                  | Kretchetovo             | Кречетово             | hameau              | 346                 | Oukhotskoïe                  |
| 99                  | Krivocheïkha            | Кривошеиха            | hameau              | 0                   | Pavlovskoïe                  |
| 100                 | Krominskaïa             | Кроминская            | hameau              | 4                   | Ochevenskoïe                 |
| 101                 | Kropatcheva             | Кропачева             | hameau              | 2                   | Oukhotskoïe                  |
| 102                 | Kouvchinova             | Кувшинова             | hameau              | 0                   | Prioziornoïe                 |
| 103                 | Kouzino                 | Кузино                | hameau              | 9                   | Pavlovskoïe                  |
| 104                 | Kouznetsovo             | Кузнецово             | hameau              | 0                   | Oukhotskoïe                  |
| 105                 | Kouzmina                | Кузьмина              | hameau              | 0                   | Pavlovskoïe                  |
| 106                 | Kutchepalda             | Кучепалда             | hameau              | 0                   | Petchnikovskoïe              |
| 107                 | Lavrovskaïa             | Лавровская            | hameau              | 3                   | Pavlovskoïe                  |
| 108                 | Lavrovskaïa             | Лавровская            | hameau              | 1                   | Oukhotskoïe                  |
| 109                 | Lazarevskaïa            | Лазаревская           | hameau              | 92                  | Pavlovskoïe                  |
| 110                 | Lapinskaïa              | Лапинская             | hameau              | 10                  | Pavlovskoïe                  |
| 111                 | Laptevo                 | Лаптево               | hameau              | 17                  | Oukhotskoïe                  |
| 112                 | Larionovo               | Ларионово             | hameau              | 18                  | Oukhotskoïe                  |
| 113                 | Lachoutino              | Лашутино              | hameau              | 0                   | Pavlovskoïe                  |
| 114                 | Leontievo               | Леонтьево             | hameau              | 20                  | Oukhotskoïe                  |
| 115                 | Lissitsinskaïa          | Лисицинская           | hameau              | 2                   | Petchnikovskoïe              |
| 116                 | Lobanovskaïa            | Лобановская           | hameau              | 21                  | Prioziornoïe                 |
| 117                 | Lodyguino               | Лодыгино              | hameau              | 12                  | Pavlovskoïe                  |
| 118                 | Lomakino                | Ломакино              | hameau              | 0                   | Prioziornoïe                 |
| 119                 | Lokhovo                 | Лохово                | hameau              | 0                   | Oukhotskoïe                  |
| 120                 | Loukino                 | Лукино                | hameau              | 210                 | Pavlovskoïe                  |
| 121                 | Loukino                 | Лукино                | hameau              | 1                   | Oukhotskoïe                  |
| 122                 | Makarovskaïa            | Макаровская           | hameau              | 2                   | Oukhotskoïe                  |
| 123                 | Malaïa Kondratovskaïa   | Малая Кондратовская   | hameau              | 4                   | Pavlovskoïe                  |
| 124                 | Malchinskoïe            | Мальшинское           | hameau              | 2                   | Oukhotskoïe                  |
| 125                 | Manoïlovskaïa           | Манойловская          | hameau              | 0                   | Oukhotskoïe                  |
| 126                 | Markovskaïa             | Марковская            | hameau              | 69                  | Prioziornoïe                 |
| 127                 | Martakovo               | Мартаково             | hameau              | 2                   | Pavlovskoïe                  |
| 128                 | Matveïeva               | Матвеева              | hameau              | 0                   | Oukhotskoïe                  |
| 129                 | Machkinskaïa Gorka      | Машкинская Горка      | hameau              | 2                   | Prioziornoïe                 |
| 130                 | Machkinskoïe Podgorié   | Машкинское Подгорье   | hameau              | 1                   | Prioziornoïe                 |
| 131                 | Medvedevo               | Медведево             | hameau              | 29                  | Oukhotskoïe                  |
| 132                 | Menchakovskaïa          | Меньшаковская         | hameau              | 10                  | Pavlovskoïe                  |
| 133                 | Mitrofanovo             | Митрофаново           | hameau              | 14                  | Oukhotskoïe                  |
| 134                 | Mikhaïlovskaïa          | Михайловская          | hameau              | 0                   | Oukhotskoïe                  |
| 135                 | Mikhalevo               | Михалево              | hameau              | 0                   | Oukhotskoïe                  |
| 136                 | Mikhalevskaïa           | Михалевская           | hameau              | 5                   | Oukhotskoïe                  |
| 137                 | Michkovskaïa            | Мишковская            | hameau              | 0                   | Prioziornoïe                 |
| 138                 | Moïsseïevo              | Моисеево              | hameau              | 18                  | Oukhotskoïe                  |
| 139                 | Mokeïevskaïa            | Мокеевская            | hameau              | 15                  | Oukhotskoïe                  |
| 140                 | Morchtchikhinskaïa      | Морщихинская          | hameau              | 13                  | Pavlovskoïe                  |
| 141                 | Morchtchikhinskaïa      | Морщихинская          | hameau              | 235                 | Petchnikovskoïe              |
| 142                 | Mostovaïa               | Мостовая              | hameau              | 6                   | Oukhotskoïe                  |
| 143                 | Mourkhovskaïa           | Мурховская            | hameau              | 5                   | Oukhotskoïe                  |
| 144                 | Myza                    | Мыза                  | hameau              | 3                   | Pavlovskoïe                  |
| 145                 | Miatchevskaïa           | Мячевская             | hameau              | 18                  | Oukhotskoïe                  |
| 146                 | Niz                     | Низ                   | hameau              | 118                 | Ochevenskoïe                 |
| 147                 | Niz                     | Низ                   | hameau              | 52                  | Oukhotskoïe                  |
| 148                 | Nikiforovo              | Никифорово            | hameau              | 44                  | Oukhotskoïe                  |
| 149                 | Nikiforovskaïa          | Никифоровская         | hameau              | 0                   | Prioziornoïe                 |
| 150                 | Nikoulinskaïa           | Никулинская           | hameau              | 21                  | Prioziornoïe                 |
| 151                 | Nikoulinskaïa           | Никулинская           | hameau              | 0                   | Oukhotskoïe                  |
| 152                 | Nifantovskaïa           | Нифантовская          | hameau              | 5                   | Ochevenskoïe                 |
| 153                 | Novoïe Selo             | Новое Село            | hameau              | 0                   | Oukhotskoïe                  |
| 154                 | Ojegovo                 | Ожегово               | hameau              | 0                   | Petchnikovskoïe              |
| 155                 | Ozerko                  | Озерко                | hameau              | 72                  | Prioziornoïe                 |
| 156                 | Olekhovskaïa            | Олеховская            | hameau              | 73                  | Petchnikovskoïe              |
| 157                 | Olechevskaïa            | Олешевская            | hameau              | 0                   | Prioziornoïe                 |
| 158                 | Opikhanovskaïa          | Опихановская          | hameau              | 10                  | Prioziornoïe                 |
| 159                 | Orekhovskaïa            | Ореховская            | hameau              | 3                   | Prioziornoïe                 |
| 160                 | Orlovo                  | Орлово                | hameau              | 0                   | Oukhotskoïe                  |
| 161                 | Ostachevskaïa           | Осташевская           | hameau              | 0                   | Prioziornoïe                 |
| 162                 | Ostachevskaïa           | Осташевская           | hameau              | 138                 | Oukhotskoïe                  |
| 163                 | Osioutino               | Осютино               | hameau              | 0                   | Oukhotskoïe                  |
| 164                 | Patrovskaïa             | Патровская            | hameau              | 319                 | Oukhotskoïe                  |
| 165                 | Pessok                  | Песок                 | hameau              | 89                  | Oukhotskoïe                  |
| 166                 | Petrovskaïa             | Петровская            | hameau              | 142                 | Pavlovskoïe                  |
| 167                 | Petoukhovskaïa          | Петуховская           | hameau              | 15                  | Prioziornoïe                 |
| 168                 | Plochtchadnaïa          | Площадная             | hameau              | 4                   | Oukhotskoïe                  |
| 169                 | Pogorelka               | Погорелка             | hameau              | 9                   | Oukhotskoïe                  |
| 170                 | Pogost                  | Погост                | hameau              | 54                  | Ochevenskoïe                 |
| 171                 | Pogost                  | Погост                | hameau              | 3                   | Pavlovskoïe                  |
| 172                 | Pogost                  | Погост                | hameau              | 19                  | Oukhotskoïe                  |
| 173                 | Pogost Navolotchny      | Погост Наволочный     | hameau              | 41                  | Ochevenskoïe                 |
| 174                 | Pozdychevskaïa          | Поздышевская          | hameau              | 4                   | Ochevenskoïe                 |
| 175                 | Polupopovka             | Полупоповка           | hameau              | 0                   | Pavlovskoïe                  |
| 176                 | Poloutinskaïa           | Полутинская           | hameau              | 0                   | Prioziornoïe                 |
| 177                 | Ponomarevo              | Пономарево            | hameau              | 0                   | Pavlovskoïe                  |
| 178                 | Porchnevskaïa           | Поршневская           | hameau              | 3                   | Pavlovskoïe                  |
| 179                 | Potanikha               | Потаниха              | hameau              | 0                   | Pavlovskoïe                  |
| 180                 | Preslenika              | Преслениха            | hameau              | 0                   | Prioziornoïe                 |
| 181                 | Prigorodny              | Пригородный           | possiolok           | 502                 | Pavlovskoïe                  |
| 182                 | Priloutchnaïa           | Прилучная             | hameau              | 0                   | Oukhotskoïe                  |
| 183                 | Prokopievo              | Прокопьево            | hameau              | 6                   | Oukhotskoïe                  |
| 184                 | Prokochinskaïa          | Прокошинская          | hameau              | 3                   | Petchnikovskoïe              |
| 185                 | Pouzyrevskaïa           | Пузыревская           | hameau              | 0                   | Prioziornoïe                 |
| 186                 | Romanovo                | Романово              | hameau              | 7                   | Prioziornoïe                 |
| 187                 | Routchievskaïa          | Ручьевская            | hameau              | 9                   | Oukhotskoïe                  |
| 188                 | Riabovo                 | Рябово                | hameau              | 0                   | Pavlovskoïe                  |
| 189                 | Savino                  | Савино                | hameau              | 3                   | Pavlovskoïe                  |
| 190                 | Savinskaïa              | Савинская             | hameau              | 2                   | Oukhotskoïe                  |
| 191                 | Savinskaïa              | Савинская             | hameau              | 0                   | Prioziornoïe                 |
| 192                 | Savinskaïa              | Савинская             | hameau              | 2                   | Prioziornoïe                 |
| 193                 | Sazonovo                | Сазоново              | hameau              | 1                   | Oukhotskoïe                  |
| 194                 | Samsonovo               | Самсоново             | hameau              | 2                   | Oukhotskoïe                  |
| 195                 | Svarozero               | Сварозеро             | hameau              | 22                  | Oukhotskoïe                  |
| 196                 | Selichtche              | Селище                | hameau              | 1                   | Oukhotskoïe                  |
| 197                 | Selo                    | Село                  | hameau              | 3                   | Oukhotskoïe                  |
| 198                 | Semionovskaïa           | Семёновская           | hameau              | 343                 | Prioziornoïe                 |
| 199                 | Sergueïevo              | Сергеево              | hameau              | 2                   | Oukhotskoïe                  |
| 200                 | Sivtchevskaïa           | Сивчевская            | hameau              | 15                  | Oukhotskoïe                  |
| 201                 | Sigaïevskaïa            | Сигаевская            | hameau              | 0                   | Prioziornoïe                 |
| 202                 | Sidorovskaïa            | Сидоровская           | hameau              | 9                   | Pavlovskoïe                  |
| 203                 | Skorioukovo             | Скорюково             | hameau              | 26                  | Oukhotskoïe                  |
| 204                 | Sovza                   | Совза                 | possiolok           | 0                   | Oukhotskoïe                  |
| 205                 | Solza                   | Солза                 | possiolok           | 69                  | Oukhotskoïe                  |
| 206                 | Sorokinskaïa            | Сорокинская           | hameau              | 172                 | Prioziornoïe                 |
| 207                 | Spirovo                 | Спирово               | hameau              | 0                   | Oukhotskoïe                  |
| 208                 | Spitsinskaïa            | Спицинская            | hameau              | 17                  | Prioziornoïe                 |
| 209                 | Stegnevskaïa            | Стегневская           | hameau              | 21                  | Pavlovskoïe                  |
| 210                 | Stoletovskaïa           | Столетовская          | hameau              | 36                  | Petchnikovskoïe              |
| 211                 | Strelkovskaïa           | Стрелковская          | hameau              | 0                   | Petchnikovskoïe              |
| 212                 | Stoukalovskaïa          | Стукаловская          | hameau              | 14                  | Oukhotskoïe                  |
| 213                 | Tarassovskaïa           | Тарасовская           | hameau              | 0                   | Pavlovskoïe                  |
| 214                 | Terekhovo               | Терехово              | hameau              | 0                   | Oukhotskoïe                  |
| 215                 | Terekhovskaïa           | Тереховская           | hameau              | 1                   | Prioziornoïe                 |
| 216                 | Timochinskaïa           | Тимошинская           | hameau              | 7                   | Pavlovskoïe                  |
| 217                 | Tobolkino               | Тоболкино             | hameau              | 30                  | Oukhotskoïe                  |
| 218                 | Toropovskaïa            | Тороповская           | hameau              | 33                  | Prioziornoïe                 |
| 219                 | Trofimovskaïa           | Трофимовская          | hameau              | 272                 | Prioziornoïe                 |
| 220                 | Tourovo                 | Турово                | hameau              | 12                  | Pavlovskoïe                  |
| 221                 | Oussatchevskaïa         | Усачёвская            | hameau              | 469                 | Prioziornoïe                 |
| 222                 | Fatianovo               | Фатьяново             | hameau              | 1                   | Oukhotskoïe                  |
| 223                 | Fefelovskaïa            | Фефеловская           | hameau              | 0                   | Prioziornoïe                 |
| 224                 | Filippovskaïa           | Филипповская          | hameau              | 3                   | Oukhotskoïe                  |
| 225                 | Filossofskaïa           | Философская           | hameau              | 168                 | Oukhotskoïe                  |
| 226                 | Fominskaïa              | Фоминская             | hameau              | 7                   | Petchnikovskoïe              |
| 227                 | Kharlouchino            | Харлушино             | hameau              | 1                   | Oukhotskoïe                  |
| 228                 | Khvalinskaïa            | Хвалинская            | hameau              | 15                  | Petchnikovskoïe              |
| 229                 | Tchaglovskaïa           | Чагловская            | hameau              | 48                  | Oukhotskoïe                  |
| 230                 | Tchagovo                | Чагово                | hameau              | 28                  | Oukhotskoïe                  |
| 231                 | Tcherepashevskaïa       | Черепашевская         | hameau              | 0                   | Ochevenskoïe                 |
| 232                 | Tchernitsyno            | Черницыно             | hameau              | 0                   | Oukhotskoïe                  |
| 233                 | Tchertovitsy Nijnié     | Чертовицы Нижние      | hameau              | 0                   | Pavlovskoïe                  |
| 234                 | Tchirievo               | Чирьево               | hameau              | 5                   | Oukhotskoïe                  |
| 235                 | Chelokhovskaïa          | Шелоховская           | hameau              | 560                 | Prioziornoïe                 |
| 236                 | Chiriaïkha              | Ширяиха               | hameau              | 297                 | Ochevenskoïe                 |
| 237                 | Chichkino               | Шишкино               | hameau              | 0                   | Oukhotskoïe                  |
| 238                 | Chouïguino              | Шуйгино               | hameau              | 3                   | Oukhotskoïe                  |
| 239                 | Choulepovo              | Шулепово              | hameau              | 0                   | Prioziornoïe                 |
| 240                 | Choulguinskaïa          | Шульгинская           | hameau              | 3                   | Oukhotskoïe                  |
| 241                 | Choucherino             | Шушерино              | hameau              | 12                  | Prioziornoïe                 |
| 242                 | Chtchepinovo            | Щепиново              | hameau              | 2                   | Prioziornoïe                 |
| 243                 | Ioulinskoïe             | Юлинское              | hameau              | 0                   | Prioziornoïe                 |
| 244                 | Iourkino                | Юркино                | hameau              | 21                  | Oukhotskoïe                  |

## Galerie

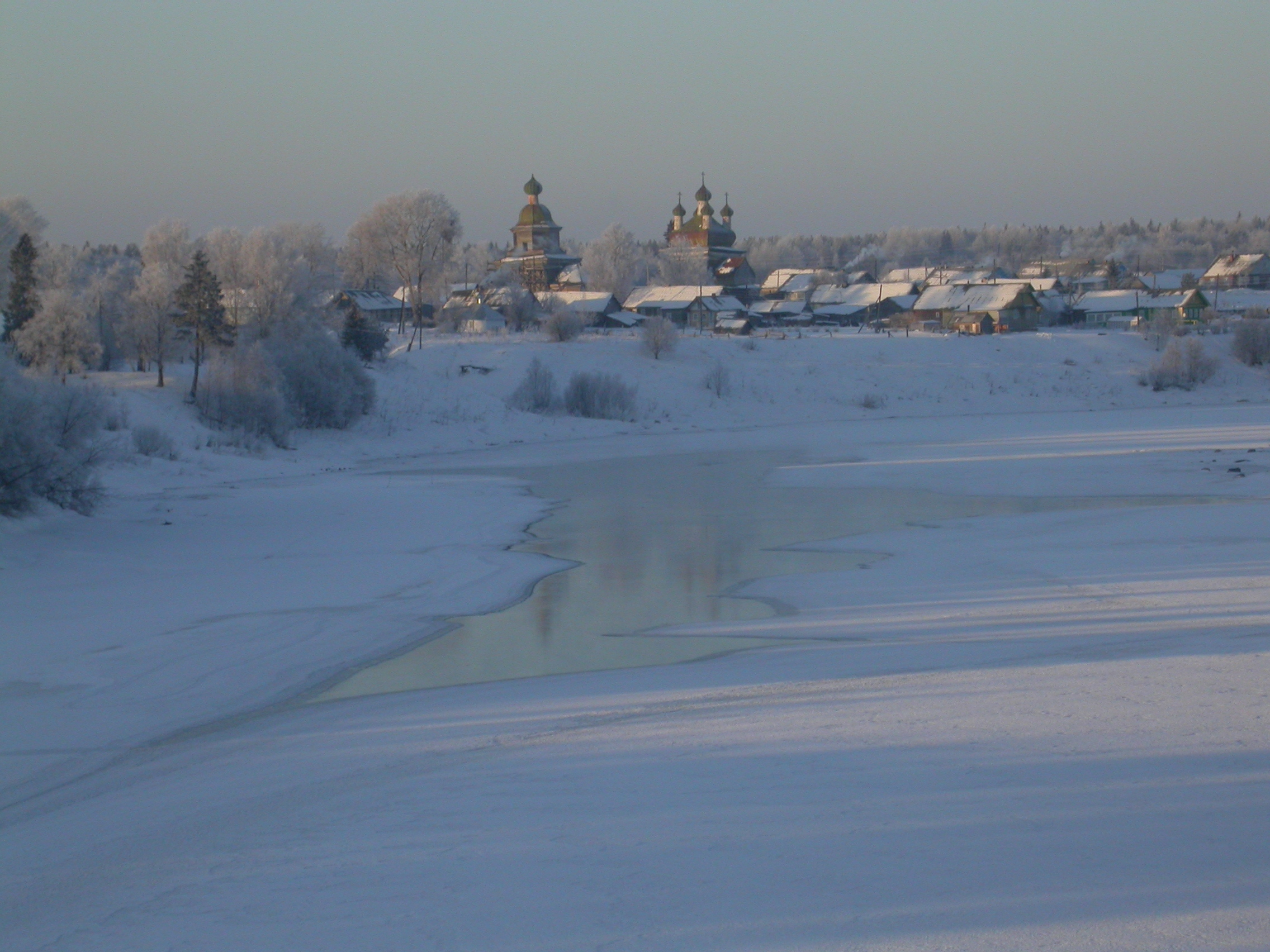
Village d'Arkhangelo du raïon de Kargopol.